# CentraleSupélec
CentraleSupélec è un'università francese, grande école d'Ingegneria istituita nel 2015, fusione dell'École Centrale Paris e dell'École supérieure d'électricité (Supélec), situata a Gif-sur-Yvette nel campus dell'Università Parigi-Saclay.

## Didattica
Si possono raggiungere i seguenti diplomi: 
- Ingénieur CentraleSupélec (CentraleSupélec Graduate ingegnere Master)
- Laurea magistrale, Master ricerca & Doctorat (PhD studi di dottorato)
- Laurea specialistica, Master specializzati (Mastère MS Spécialisé)
- MOOC[3].

## Doppie lauree CentraleSupélec
Il programma T.I.M.E. (Top Industrial Managers for Europe) è un progetto di doppia laurea dedicato a tutti gli studenti di ingegneria.
Si può sostituire il terzo anno di Ingegneria con due anni di permanenza nella CentraleSupélec. 
Al ritorno in Italia, gli studenti, ottenuta la Laurea, si iscrivono a un corso di Laurea Magistrale in Ingegneria presso la Facoltà di Ingegneria. Al conseguimento della Laurea Magistrale, lo studente ottiene anche il titolo Master rilasciato dalla CentraleSupélec.
Da ottobre 2023 la scuola è partner dell'IPSA per i doppi titoli di studio aerospaziali.

## Centri di ricerca
La ricerca alla CentraleSupélec è organizzata attorno a 6 poli tematici : 
- Energia;
- Ambiente;
- Salute e biotecnologie;
- Informazioni e conoscenze; territori; costruire sostenibile;
- Trasporti e mobilità;
- Cambiamenti economici.